# AFC Challenge League (2024/2025)/Faza grupowa
Faza grupowa AFC Challenge League (2024/2025) miała na celu wyłonienie 8 drużyn uprawnionych do gry w fazie pucharowej AFC Challenge League w sezonie 2024/2025. Rozgrywki wystartują 26 października 2024 roku, a zakończą się 5 grudnia tego samego roku. W każdej z grup, wszystkie zespoły zagrają ze sobą jeden raz w systemie pojedynczych meczów.

## Uczestnicy
Spośród 18 zakwalifikowanych zespołów, 16 miało zagwarantowany udział w fazie grupowej dzięki rezultatom osiągniętym w krajowych rozgrywkach ligowych oraz pucharowych. Tak oto prawo startu od fazy grupowej Ligi Mistrzów AFC Two przysługiwało drużynom które:
- odpadła w eliminacjach Ligi Mistrzów AFC Two
- zdobyły odpowiednie miejsce w tabeli ligowej
- zdobyły odpowiedni puchar kraju

Pozostałe 2 drużyny zostały wyłonionych w fazie kwalifikacyjnej.

## Podział na koszyki
Na podstawie:
| Region zachodni | Koszyk 1                                      | Koszyk 2                          | Koszyk 3                                   | Koszyk 4                                   |
| --------------- | --------------------------------------------- | --------------------------------- | ------------------------------------------ | ------------------------------------------ |
| Region zachodni | East Bengal FC Al-Ahli Manama Al-Arabi Kuwejt | FK Arkadag Nejmeh SC Al-Fotuwa SC | Bashundhara Kings Al-Seeb Club Maziya S&RC | Hilal Al-Quds Club Abdysz-Ata Kant Paro FC |
| Region wschodni | Koszyk 1                                      | Koszyk 2                          | Koszyk 3                                   | Koszyk 4                                   |
| Region wschodni | Madura United FC Shan United FC               | Svay Rieng FC Taiwan Steel        | Young Elephants FC SP Falcons FC           |                                            |

## Losowanie
Losowanie grup odbyło się 22 sierpnia 2024 roku w Kuala Lumpur. AFC przed losowaniem przyjęła zasadę, że drużyny z tej samej federacji nie mogą trafić do tej samej grupy. Drużyny z regionu zachodniego mogły trafić do grup A-C, a z regionu wschodniego - D-E.

## Terminarz
Kolejne kolejki zostały rozegrane według następującego harmonogramu:
| Kolejka    | Data                    |
| ---------- | ----------------------- |
| Kolejka 1. | 26–27 października 2024 |
| Kolejka 2. | 29–30 października 2024 |
| Kolejka 3. | 1–2 listopada 2024      |

## Grupy
| Kolory w tabeli grup                              |
| ------------------------------------------------- |
| Zespoły z miejsc 1. i 2. awansują do ćwierćfinału |
| Zespół z miejsc 3. i 4. odpadają z turnieju.      |

Zasady ustalania kolejności w tabeli:
1. liczba zdobytych punktów w całej rundzie;
2. liczba punktów zdobyta w meczach bezpośrednich;
3. różnica bramek w meczach bezpośrednich;
4. liczba zdobytych bramek w meczach bezpośrednich;
5. różnica bramek w całej rundzie;
6. liczba zdobytych bramek w całej rundzie;
7. rzuty karne, jeśli jest to ostatni mecz grupy i decyduje o pozycji w grupie;
8. punkty dyscyplinarne (czerwona kartka – 3 punkty, żółta kartka – 1 punkt);
9. losowanie

### Grupa A
| Lp. | Drużyna               | M | Mecze | Mecze | Mecze | Bramki | Bramki | Bramki | Pkt |
| Lp. | Drużyna               | M | W     | R     | P     | +      | −      | +/−    | Pkt |
| --- | --------------------- | - | ----- | ----- | ----- | ------ | ------ | ------ | --- |
| 1.  | East Bengal FC (A)    | 3 | 2     | 1     | 0     | 9      | 4      | +5     | 7   |
| 2.  | Nejmeh SC (E)         | 3 | 2     | 0     | 1     | 5      | 4      | +1     | 6   |
| 3.  | Paro FC (E, H)        | 3 | 1     | 1     | 1     | 5      | 5      | 0      | 4   |
| 4.  | Bashundhara Kings (E) | 3 | 0     | 0     | 3     | 1      | 7      | −6     | 0   |

| 26 października 2024 13:00 CEST | East Bengal FC · Talal 5' · Diamandakos 69' | 2:2(1:2)Raport | Paro FC · 8' Opoku · 45+4' Asante | Stadion Changlimithang, Thimphu (Bhutan) Widzów: 3 800 Sędzia: Mohammad Ghabayen |
|                                 |                                             |                |                                   |                                                                                  |

| 26 października 2024 17:00 CEST | Nejmeh SC · Uddin 49' (sam.) | 1:0(0:0)Raport | Bashundhara Kings | Stadion Changlimithang, Thimphu (Bhutan) Widzów: 300 Sędzia: Jingyuan Jin |
|                                 |                              |                |                   |                                                                           |

| 29 października 2024 12:00 CET | Paro FC · Ivanović 90+6' | 1:2(0:1)Raport | Nejmeh SC · 39' Korani · 87' Al Zain | Stadion Changlimithang, Thimphu Widzów: 1 700 Sędzia: Resul Mammedov |
|                                |                          |                |                                      |                                                                      |

| 29 października 2024 16:00 CET | Bashundhara Kings | 0:4(0:4)Raport | East Bengal FC · 1' Diamandakos · 20' Chakrabarti · 26' Sekar · 33' Ali | Stadion Changlimithang, Thimphu (Bhutan) Widzów: 200 Sędzia: Mohamed Deham |
|                                |                   |                |                                                                         |                                                                            |

| 1 listopada 2024 12:00 CET | East Bengal FC · Musah 8' (sam.) · Diamandakos 15', 77' | 3:2(2:2)Raport | Nejmeh SC · 18' Opare · 43' Monther | Stadion Changlimithang, Thimphu (Bhutan) Widzów: 437 Sędzia: Songkran Bunmeekiart |
|                            |                                                         |                |                                     |                                                                                   |

| 1 listopada 2024 16:00 CET | Bashundhara Kings · Hryshyn 12' | 1:2(1:1)Raport | Paro FC · 23' Wangdi · 54' (sam.) Jumayev | Stadion Changlimithang, Thimphu (Bhutan) Widzów: 869 Sędzia: Mohammad Ghabayen |
|                            |                                 |                |                                           |                                                                                |

### Grupa B
| Lp. | Drużyna                | M | Mecze | Mecze | Mecze | Bramki | Bramki | Bramki | Pkt |
| Lp. | Drużyna                | M | W     | R     | P     | +      | −      | +/−    | Pkt |
| --- | ---------------------- | - | ----- | ----- | ----- | ------ | ------ | ------ | --- |
| 1.  | FK Arkadag (A)         | 3 | 2     | 0     | 1     | 6      | 4      | +2     | 6   |
| 2.  | Al-Arabi Kuwejt (A, H) | 3 | 2     | 0     | 1     | 5      | 3      | +2     | 6   |
| 3.  | Abdysz-Ata Kant        | 3 | 2     | 0     | 1     | 4      | 2      | +2     | 6   |
| 4.  | Maziya S&RC (E)        | 3 | 0     | 0     | 3     | 1      | 7      | −6     | 0   |

| 26 października 2024 16:30 CEST | Al-Arabi Kuwejt | 0:1(0:0)Raport | Abdysz-Ata Kant · 62' Atabayev | Al Kuwait Sports Club Stadium, Kuwejt Widzów: 500 Sędzia: Hiroki Kasahara |
|                                 |                 |                |                                |                                                                           |

| 26 października 2024 20:30 CEST | FK Arkadag · Durdyýew 66' · Annadurdyýew 76' | 2:1(0:1)Raport | Maziya S&RC · 45' Cantillana | Al Kuwait Sports Club Stadium, Kuwejt (Kuwejt) Widzów: 20 Sędzia: Ramachandran Venkatesh |
|                                 |                                              |                |                              |                                                                                          |

| 29 października 2024 15:30 CET | Abdysz-Ata Kant | 0:2(0:1)Raport | FK Arkadag · 27' Hydyrow · 49' Bäşimow | Al Kuwait Sports Club Stadium, Kuwejt (Kuwejt) Widzów: 80 Sędzia: Yahya Ahmed Al Balushi |
|                                |                 |                |                                        |                                                                                          |

| 29 października 2024 19:30 CET | Maziya S&RC | 0:2(0:2)Raport | Al-Arabi Kuwejt · 7' Majed · 8' Khalaf | Al Kuwait Sports Club Stadium, Kuwejt (Kuwejt) Widzów: 350 Sędzia: Mohammed Kanah |
|                                |             |                |                                        |                                                                                   |

| 1 listopada 2024 15:30 CET | Al-Arabi Kuwejt · Khalaf 40' · Aboud 49' · Khabba 69' | 3:2(1:0)Raport | FK Arkadag · 84', 90+7' Akmämmedow | Al Kuwait Sports Club Stadium, Kuwejt Widzów: 720 Sędzia: Hiroki Kasahara |
|                            |                                                       |                |                                    |                                                                           |

| 1 listopada 2024 19:30 CET | Maziya S&RC | 0:3(0:1)Raport | Abdysz-Ata Kant · 9' Dżyrgałbek uułu · 63' Dzhumashev · 80' Yaghr | Al Kuwait Sports Club Stadium, Kuwejt (Kuwejt) Widzów: 150 Sędzia: Muath Owfi |
|                            |             |                |                                                                   |                                                                               |

### Grupa C
| Lp. | Drużyna                | M | Mecze | Mecze | Mecze | Bramki | Bramki | Bramki | Pkt |
| Lp. | Drużyna                | M | W     | R     | P     | +      | −      | +/−    | Pkt |
| --- | ---------------------- | - | ----- | ----- | ----- | ------ | ------ | ------ | --- |
| 1.  | Al-Seeb Club (A, H)    | 3 | 3     | 0     | 0     | 9      | 0      | +9     | 9   |
| 2.  | Al-Ahli Manama (E)     | 3 | 0     | 2     | 1     | 1      | 2      | −1     | 2   |
| 3.  | Hilal Al-Quds Club (E) | 3 | 0     | 2     | 1     | 0      | 3      | −3     | 2   |
| 4.  | Al-Fotuwa SC (E)       | 3 | 0     | 2     | 1     | 1      | 6      | −5     | 2   |

| 26 października 2024 15:00 CEST | Al-Ahli Manama | 0:0(0:0)Raport | Hilal Al-Quds Club | Stadion As-Sib, As-Sib (Oman) Widzów: 214 Sędzia: Tuan Yaasin |
|                                 |                |                |                    |                                                               |

| 26 października 2024 18:00 CEST | Al-Fotuwa SC | 0:5(0:1)Raport | Al-Seeb Club · 32', 75' Al-Aghbari · 73' Al-Busaidi · 78' Al Maqbali · 87' Al-Yahmadi | Stadion As-Sib, As-Sib (Oman) Widzów: 2 224 Sędzia: Daniel Elder |
|                                 |              |                |                                                                                       |                                                                  |

| 29 października 2024 14:00 CET | Hilal Al-Quds Club | 0:0(0:0)Raport | Al-Fotuwa SC | Stadion As-Sib, As-Sib (Oman) Widzów: 117 Sędzia: Sheikh Ahmad Alaeddin |
|                                |                    |                |              |                                                                         |

| 29 października 2024 17:00 CET | Al-Seeb Club · Al-Farsi 22' | 1:0(1:0)Raport | Al-Ahli Manama | Stadion As-Sib, As-Sib Widzów: 3 087 Sędzia: Abdulhadi Al Ruaile |
|                                |                             |                |                |                                                                  |

| 1 listopada 2024 14:00 CET | Al-Ahli Manama · Al-Hashsash 14' | 1:1(1:0)Raport | Al-Fotuwa SC · 69' Al Hasan | Stadion As-Sib, As-Sib (Oman) Widzów: 156 Sędzia: Asker Nadjafaliev |
|                            |                                  |                |                             |                                                                     |

| 1 listopada 2024 17:00 CET | Al-Seeb Club · Al-Aghbari 44' · Al-Mushaifri 56' · Al-Muqbali 70' | 3:0(1:0)Raport | Hilal Al-Quds Club | Stadion As-Sib, As-Sib Widzów: 2 125 Sędzia: Tuan Yaasin |
|                            |                                                                   |                |                    |                                                          |

### Grupa D
| Lp. | Drużyna                | M | Mecze | Mecze | Mecze | Bramki | Bramki | Bramki | Pkt |
| Lp. | Drużyna                | M | W     | R     | P     | +      | −      | +/−    | Pkt |
| --- | ---------------------- | - | ----- | ----- | ----- | ------ | ------ | ------ | --- |
| 1.  | Shan United FC (A, H)  | 2 | 1     | 1     | 0     | 4      | 2      | +2     | 4   |
| 2.  | Taiwan Steel (A)       | 2 | 1     | 1     | 0     | 5      | 4      | +1     | 4   |
| 3.  | Young Elephants FC (E) | 2 | 0     | 0     | 2     | 2      | 5      | −3     | 0   |

| 27 października 2024 11:30 CEST | Young Elephants FC | 0:2(0:2)Raport | Shan United FC · 12', 17' Aung | Thuwunna Stadium, Rangun (Mjanma) Widzów: 970 Sędzia: Yudi Nurcahya |
|                                 |                    |                |                                |                                                                     |

| 30 października 2024 10:30 CET | Taiwan Steel · Cortés 25' · Kim Sung-kyum 60' · Toninho 70' | 3:2(1:0)Raport | Young Elephants FC · 48', 50' Aldama | Thuwunna Stadium, Rangun (Mjanma) Widzów: 263 Sędzia: Hussain Sinan |
|                                |                                                             |                |                                      |                                                                     |

| 2 listopada 2024 10:30 CET | Shan United FC · Ko 42' · Aung 71' | 2:2(1:1)Raport | Taiwan Steel · 12' Porto · 87' Toninho | Thuwunna Stadium, Rangun Widzów: 650 Sędzia: Daiyrbek Abdyldaev |
|                            |                                    |                |                                        |                                                                 |

### Grupa E
| Lp. | Drużyna              | M | Mecze | Mecze | Mecze | Bramki | Bramki | Bramki | Pkt |
| Lp. | Drużyna              | M | W     | R     | P     | +      | −      | +/−    | Pkt |
| --- | -------------------- | - | ----- | ----- | ----- | ------ | ------ | ------ | --- |
| 1.  | Madura United FC (A) | 2 | 1     | 1     | 0     | 2      | 1      | +1     | 4   |
| 2.  | Svay Rieng FC (A)    | 2 | 1     | 0     | 1     | 3      | 3      | 0      | 3   |
| 3.  | SP Falcons FC (E, H) | 2 | 0     | 1     | 1     | 1      | 2      | −1     | 1   |

| 27 października 2024 09:00 CEST | SP Falcons FC | 0:0(0:0)Raport | Madura United FC | MFF Football Centre, Ułan Bator Widzów: 1 069 Sędzia: Choi Hyun-jae |
|                                 |               |                |                  |                                                                     |

| 30 października 2024 08:00 CET | Svay Rieng FC · Pablo 25' · Cristian 80' | 2:1(1:0)Raport | SP Falcons FC · 67' Musatkin | MFF Football Centre, Ułan Bator (Mongolia) Widzów: 629 Sędzia: Wong Wai Lun |
|                                |                                          |                |                              |                                                                             |

| 2 listopada 2024 08:00 CET | Madura United FC · Maxuel 12' · Mizuno 39' (sam.) | 2:1(2:1)Raport | Svay Rieng FC · 29' Min | MFF Football Centre, Ułan Bator (Mongolia) Widzów: 83 Sędzia: Amir Arab Baraghi |
|                            |                                                   |                |                         |                                                                                 |

### Klasyfikacja II miejsc strefy zachodniej
| Lp. | Drużyna             | M | Mecze | Mecze | Mecze | Bramki | Bramki | Bramki | Pkt |
| Lp. | Drużyna             | M | W     | R     | P     | +      | −      | +/−    | Pkt |
| --- | ------------------- | - | ----- | ----- | ----- | ------ | ------ | ------ | --- |
| B.  | Al-Arabi Kuwejt (A) | 3 | 2     | 0     | 1     | 5      | 3      | +2     | 6   |
| A.  | Nejmeh SC (E)       | 3 | 2     | 0     | 1     | 5      | 4      | +1     | 6   |
| C.  | Al-Ahli Manama (E)  | 3 | 0     | 2     | 1     | 1      | 2      | −1     | 2   |